# 抛砖引玉
抛砖引玉是兵法三十六计的第十七计。
原文为：「类以诱之，击蒙也。」（用极类似的东西去迷惑敌人，使敌人懵懂上当。）

## 按语
诱敌必先迷敌，两者密切联系。
抛砖引玉，“抛砖”是手段，“引玉”是目的。“抛砖”贵在所抛之“砖”要像“玉”，是一种示形于敌的伪装；“引玉”关键在于所“引”至“玉”确实是比“砖”价值要高的“玉”。
用相似的东西去迷惑对方，使其做出错误的判断，以假为真，然后再試图消灭，是这一计谋要害所在。

## 典故
唐朝诗人常建听说赵嘏来到苏州，断定他一定要去遊灵岩寺，就先在寺前写了两句诗，赵嘏看到后便在后面续了两句，从而完成了绝句一首，而且后续的比前两句好。但常建与赵嘏不是同个时期的人，此典故疑为误传。